# 동륜태자
김동륜(金銅輪, ? ~ 572년)은 신라의 왕족으로 진흥왕의 아들이고 제26대왕 진평왕의 아버지이다. 566년에 왕태자에 책봉되었으나 572년에 사망하여 왕위에 오르지 못하였다.

## 생애
김동륜(金銅輪)의 어머니는 사도부인 박씨(思道夫人 朴氏)이며 그는 진흥왕의 맏아들로 태어났다. 진흥왕 27년(566년)에 어린 나이로 태자에 책봉되었고 불교 승려로도 출가하였으나 572년에 사망하여 왕위를 잇지 못하였다. 이에 아우인 사륜(舍輪)이 진흥왕의 뒤를 이어 즉위하여 진지왕이 되었다. 그러나 진지왕이 3년 후에 폐위되면서 아들인 백정(伯淨)이 즉위하여 진평왕이 되었다.
위서 논란이 있는 《화랑세기》의 기록에 따르면 아버지 진흥왕의 후궁인 미실(美室)과 몰래 사랑하였는데, 보명궁주를 만나려 담을 넘다 개에게 물려 생을 마감하였으며, 미실과의 관계도 들통났다고 한다. 김동륜(金銅輪)이라는 이름은 불교의 《전륜성왕》(轉輪聖王) 개념에서 따온 것이며 동륜의 장남인 진평왕과 그 부인, 차남과 삼남인 백반·국반의 경우에도 석가모니의 부모와 숙부의 이름을 그대로 본따고 있다.

## 가계
- 부왕 : 진흥왕(眞興王, 534~576년 재위:540~576)
- 모후 : 사도왕후 박씨(思道王后, ? ~614)
  - 태자 : 동륜태자(銅輪太子, ? ~572)
  - 부인 : 만호부인(萬呼夫人, 생몰년 미상)
    - 장남 : 진평왕(眞平王, ?~632 재위:579~632)
    - 며느리 : 마야부인 김씨(摩耶夫人 金氏, 생몰년 미상)
      - 손녀 : 천명공주(天明公主, 생몰년 미상)
      - 손녀 : 선덕여왕(德曼女王, ? ~ 647년)
      - 손녀 : 선화공주(善花公主, 생몰년 미상)

    - 차남 : 백반 갈문왕(伯飯 葛文王, 생몰년 미상)
    - 삼남 : 국반 갈문왕(國飯 葛文王, 생몰년 미상)
    - 며느리 : 월명부인 박씨(月明夫人 朴氏, 생몰년 미상)
      - 손녀 : 진덕여왕(眞德女王, ? ~654년, 재위:647~654)

    - 장녀 : 애송궁주(艾松宮主, 혹은 애송공주(艾松公主), 생몰년 미상)[2]

  - 부인 : 윤궁부인(允宮夫人, 생몰년 미상) 제8세 풍월주 문노의 아내
    - 차녀 : 윤실궁주(允實宮主, 생몰년 미상)

## 같이 보기
- 법흥왕
- 진안갈문왕
- 진정갈문왕
- 진지왕
- 진평왕
- 진흥왕